# Friedrich Arnecke
Friedrich Ernst Wittekind Arnecke (* 13. Mai 1884 in Dresden; † 14. März 1953 in Berlin) war ein deutscher Jurist und Syndikus.

## Leben
Friedrich Arnecke, Sohn des Kaufmanns Georg Wilhelm Nikolaus Arnecke und dessen Ehefrau Ida Elisabeth Pfitzer, begann ein Studium an der TU seiner Heimatstadt, wechselte aber schon bald an die Universität Leipzig. Während seines Studiums wurde er 1907 Mitglied der Turnerschaft Normannia Leipzig (seit 1909 Burschenschaft Normannia Leipzig), deren Bundesleiter er in den 1930er Jahren war. 1912 konnte er dann an der Universität Marburg sein Studium erfolgreich mit einer Promotion zum „Dr. phil.“ abschließen.
Wegen seiner überragenden Leistungen während Studium und Dissertation wurde Arnecke durch den preußischen Kultusminister August von Trott zu Solz ein großzügiges Stipendium gewährt. Arnecke nutzte dies zu einer ausführlichen längeren Studienreise.
Als Arnecke im Herbst 1913 nach Deutschland zurückgekehrt war, bekam er eine Anstellung beim Staatsarchiv Magdeburg. Dort war er, ausgenommen seiner Zeit als Offizier der Brigade Graf von Pfeil im Ersten Weltkrieg bis 1919 tätig. In diesem Jahr holte man ihn als Syndikus in das Eisenhüttenwerk in Keula in der schlesischen Oberlausitz. Ebenfalls 1919 heiratete er Margarethe Helene Krüger, 1920 wurde eine Tochter geboren.
Zwischen 1920 und 1923 war Arnecke in der Verwaltung des deutschen Industrieverbands tätig. Im Anschluss daran nahm er einen Ruf an das Deutsche Meßamt in Kiel an und leitete dieses in der Funktion eines Geschäftsführers bis 1926. Als 1928 die Harzwasserwerke gegründet wurden, war Arnecke als leitender Beamter für den Sektor Finanzen verantwortlich. Gelegentlich fungierte er parallel dazu auch als Gutachter und Syndikus für andere Firmen. 1935 war er Direktor der Evidenz-Zentrale und Syndikus des Verbandes Deutscher Auskunftsunternehmen und der Konvention der Auskunfteien in Berlin-Friedenau.

## Werke (Auswahl)
- Die Hildesheimer Stadtschreiber bis zu den ersten Anfängen des Syndikats und Sekretariats. 1217–1443. Universität Marburg 1912 (Dissertation)